# 芭比之美人魚歷險記
《芭比之美人魚歷險記》（英語：Barbie in A Mermaid Tale）是环球影业發行的錄影帶首映動畫電影作品。於2010年3月9日以DVD的形式在美國首次發售，並於2010年4月4日在尼克儿童频道上播出。該作為芭比動畫系列的第17部電影，也是由該作開始，將芭比動畫電影系列正式轉型為現代化的原創奇幻故事。故事圍繞着由芭比飾演的沖浪冠軍梅麗亞（Merliah）來展開，她得知自己是半個美人魚，於是她開始了一場海底冒險，以拯救她被囚禁的母親—海洋王國的女王。2012年發行了這部電影的續集《芭比之美人魚歷險記2》。
香港於2010年3月23日由洲立影視有限公司代理發行DVD和VCD。
台灣於2010年5月20日由得利影視股份有限公司代理發行DVD。2014年10月16日由傳訊時代多媒體股份有限公司再版發行。
中国大陆由中国录音录像出版总社出版，中录华纳家庭娱乐有限公司发行DVD和VCD，之后DVD又由新汇集团上海声像出版社有限公司再版发行。

## 劇情
梅麗亞是馬里布的一位年輕、有前途的沖浪女孩。梅麗亞在和朋友一起參加一年一度的衝浪比賽時，梅麗亞注意力開始不集中，隨後她被巨浪淹沒。等她浮出水面時，她發現她的頭發被自發地染成了粉紅色，而且她還可以在水裡呼吸。一只會說話的粉紅色海豚祖瑪靠近了她，還跟她打招呼。梅麗亞對事情的轉變感到十分意外，她把發生的事情告訴了她的祖父布立克。布立克解釋說梅麗亞的母親是一條美人魚，梅麗亞在嬰兒時就被交給布立克撫養，因為她生來就有跟人類一樣的雙腿。梅麗亞聽到她的身世後難以置信地離開了。
在梅麗亞告訴她的朋友芳倫和哈莉這個不可思議的故事後，祖瑪出現在女孩們面前，證實了梅麗亞確實是半個美人魚。祖瑪向梅麗亞解釋說，她的母親是克麗莎，海洋王國的前任女王。海洋王國的現任女王是愛麗斯，她是克麗莎的妹妹，同時也是梅麗亞的姨母。愛麗斯是一個暴君，多年前克麗莎失蹤時，她篡權登上了海洋王國的王位，并自私任性地统治着海洋王國。祖瑪希望梅麗亞能主張她與生俱來的權力，從愛麗斯手中奪回本應該屬於她的王位。但是被梅麗亞給拒絕了，她憤怒地扔掉了她從嬰兒時期就戴着的貝殼項鏈。於是破碎的墜子顯現出了克麗莎的神奇影像，證明她還活着。隨後，梅麗亞同意跟隨祖瑪前往海洋王國，希望克麗莎能讓她恢復正常。
在前往海洋王國的路上，祖瑪解釋說，雖然愛麗斯也屬於王室成員，但她並不擅長轉動摩瑞麗亞—維持海洋生命活力的一種神奇物質，而現在海洋的生命力正在逐漸減弱。梅麗亞和祖瑪在一個“愛麗斯慶祝日”期間潛入到海洋王國，在這個節日里，愛麗斯開始分發摩瑞麗亞以換取民眾對她的愛戴。而在現實中，摩瑞麗亞則是由被囚禁在宮殿地牢里的克麗莎所轉動的。
在美人魚凱拉和賽莉的幫助下，梅麗亞的雙腿被偽裝成了一條假的美人魚尾巴。她們一同拜訪了命運女神，命運女神是三只擁有預言能力的美人魚。她們告訴梅麗亞，為了能成功推翻愛麗斯的統治，她需要收集三樣東西：象征海洋王國合法繼承人的神聖發梳，一條夢想魚和愛麗斯的守護項鏈。於是梅麗亞開始搜尋這些物品，偶爾也會給芳倫和哈莉打電話尋求幫助。她們在一個水下洞穴中發現了“神聖發梳”，又在阿德納托洋流中發現了“夢想魚”。
最後為了獲得愛麗斯的守護項鏈，梅麗亞、凱拉和賽莉在愛麗斯的下一個慶祝日期間試圖慢慢地接近她，並通過表演歌舞來分散她的注意力。隨後，梅麗亞趁愛麗斯分心之時奪走了她的項鏈。愛麗斯在一怒之下，命令自己的手下抓捕梅麗亞，於是梅麗亞的尾巴很快地被扯了下來，因此露出了雙腿。盛怒之下的愛麗斯制造了一個漩渦，打算將梅麗亞放逐到海洋深處的海溝里。梅麗亞被推進了漩渦中，於是她向夢想魚求救。夢想魚願意滿足梅麗亞內心深處的一個願望，它提出它會把梅麗亞送回馬里布，並永遠抹去她那一半美人魚的血統。梅麗亞拒絕了這個願望，並接受了自己作為海洋王國公主的責任。結果，梅麗亞獲得了一條真正的美人魚尾巴，於是她通過尾巴的力量逃離了漩渦。梅麗亞向海洋王國的民眾揭示了她的身份，並揮舞着神聖發梳作為證據，她是海洋王國的公主，王位的合法繼承人。隨後，愛麗斯氣急敗壞地沖向梅麗亞，在一場追逐之後，梅麗亞引誘愛麗斯進入了漩渦，漩渦帶着愛麗斯遠離了海洋王國，將她困在了海洋深處的海溝里。
梅麗亞在地牢找到並釋放了克麗莎。克麗莎再次成為海洋王國的女王，她現在可以全力轉動摩瑞麗亞，以恢復海洋王國的昔日榮光。梅麗亞承認她很想念自己作為人類的生活，於是克麗莎給了她一條魔法項鏈，讓她可以按照自己的意願變成人類或美人魚。然後梅麗亞返回到陸地上，在那里她與她的祖父團聚，並贏得了沖浪比賽。

## 配音員
| 角色                         | 英語原聲                     | 國語配音 | 國語配音 | 國語配音 |
| 角色                         | 英語原聲                     | 中国大陆 | 台湾     | 广东话   |
| ---------------------------- | ---------------------------- | -------- | -------- | -------- |
| 梅麗亞（Merliah）            | 凱莉·謝里丹                  | 鍾薇     | 傅其慧   |          |
| 愛麗絲（Eris）               | 凱斯琳·巴爾                  | 小莹     | 崔幗夫   |          |
| 凱拉（Kayla）                | 艾玛·皮尔森                  | 小莹     | 丘梅君   |          |
| 賽倫卡（Syrenka）            | 艾伦·肯尼迪（Ellen Kennedy） | 小莹     |          |          |
| 祖瑪（Zuma）                 | 塔碧莎·卓曼                  | 邵莉     | 林美秀   |          |
| 芳倫（Fallon）               | 納奇亞·布瑞斯                | 邵莉     | 龍顯蕙   |          |
| 播音員（Surf Announcer）     | 彼得·梅尔（Peter Mel）       | 许洐     |          |          |
| 哈莉（Hadley）               | 瑪莉克·亨德里克瑟            | 谢佳     | 馮嘉德   |          |
| 賽莉（Xylie）                | 席亚拉·揚森                  | 黄诗琦   |          |          |
| 布立克（Break）              | 加里·查克                    | 张立昆   |          |          |
| 克麗莎（Calissa）            | 妮可·奧利佛                  | 赵冰冰   | 楊凱凱   |          |
| 蒂恩（Deanne）               | 塔碧莎·卓曼                  | 赵冰冰   |          |          |
| 利莫（Remo）                 | 阿里斯塔爾·阿貝爾            | 赵威     |          |          |
| 河豚（Pufferazzi）           | 阿里斯塔爾·阿貝爾            | 赵恩余   |          |          |
| 小蒂（Dee）                  | 安卓亞·李柏曼                | 小筠     |          |          |
| 蒂恩德拉（Deandra）          | 香农·陈-肯特                 | 李俊英   |          |          |
| 大嘴魚（Lipstick Fish）      | 艾伦·肯尼迪（Ellen Kennedy） | 李俊英   |          |          |
| 夢想魚（Dreamfish）          | 阿莱克斯·费瑞斯              | 郭韦弦   |          |          |
| 皮皮（Snouts）               | 凱斯琳·巴爾                  | 原聲     | 原聲     | 原聲     |
| 寵物魚（Syrenka's Pet Fish） | 斯科特·麦克尼尔              | 赵恩余   |          |          |

## 歌曲
Summer Sunshine
创作：Amy Powers, Michèle Vice-Maslin, Dorian Cheah
演唱：Holly Lindin
Queen of the Waves
创作：Amy Powers, Jeannie Lurie, Gabriel Mann, Rob Hudnut
演唱：T-Marie
Walking on Sunshine
创作：Kimberley Rew
演唱：Kennedy Nōel
Show Me Some Love
创作：Gammin Arnold, Jim Goodwin, Tim Lamders
演唱：Chelsea Ward
Barbie Vox
创作：Gammin Arnold
演唱：Emily Gomez
Queen of the Waves (Eris Version)
创作：Amy Powers, Jeannie Lurie, Gabriel Mann, Rob Hudnut
演唱：Melissa Lyons, Kelly Sheridan

## 配音譯製人員
中国大陆國語版工作人員
- 翻译：刘惠岚
- 导配：蔡济生
- 收音师：邓显辉
- 混音：袁定业
- 统筹：黄卓瑶
- 国际项目统筹：Angela Sa

## 備註
1. 1 2  依照芭比系列電影上映次序。
2. ↑  依照《芭比之美人魚歷險記》系列電影故事發生的時間次序。

## 資料來源
1. ↑  . 2022-11-24  [2022-11-24]. （原始内容存档于2022-11-24）.
2. ↑  . 2022-11-24  [2022-11-24]. （原始内容存档于2022-11-24）.
3. ↑  . 2022-11-24  [2022-11-24]. （原始内容存档于2022-11-24）.
4. ↑  . 2022-11-24  [2022-11-24]. （原始内容存档于2022-11-24）.
5. ↑  . 2022-11-24  [2022-11-24]. （原始内容存档于2022-11-24）.

## 外部連結
- 《芭比之美人魚歷險記》 （页面存档备份，存于） - 環球影業家庭娛樂（英文）
- 在Netflix上觀看《芭比之美人魚歷險記》
- 互联网电影数据库（IMDb）上《芭比之美人魚歷險記》的资料（英文）
- AllMovie上《芭比之美人魚歷險記》的资料（英文）
- 爛番茄上《芭比之美人魚歷險記》的資料（英文）
- 豆瓣电影上《芭比之美人魚歷險記》的資料 （简体中文）